# بخش فرانکلین (شهرستان کلرمونت، اوهایو)
بخش فرانکلین (به انگلیسی: Franklin Township) یک منطقهٔ مسکونی در ایالات متحده آمریکا است که در شهرستان کلرمونت، اوهایو واقع شده‌است.
 بخش فرانکلین ۱۰۴٫۰ کیلومتر مربع مساحت و ۴٬۱۸۸ نفر جمعیت دارد و ۲۵۷ متر بالاتر از سطح دریا واقع شده‌است.